# Luis Ortiz Quiroga
Luis Ortiz Quiroga (Collipulli, 1934 - 5 de agosto de 2025) fue un abogado y académico de derecho penal chileno. Fue decano subrogante de la Facultad de Derecho de la Universidad de Chile entre 2009 y 2010.

## Biografía

### Estudios y carrera académica
Estudió Derecho en la Universidad de Chile entre 1952 y 1956, titulándose en 1958. Realizó estudios de posgrado en derecho en la Universidad de Roma entre 1958 y 1960. 
Desde 1961 a 2018 se desempeñó como profesor titular de la cátedra de derecho penal en la Facultad de Derecho de la Universidad de Chile, de la Pontificia Universidad Católica de Chile entre 1972 y 2001 y profesor visitante de la Universidad de Nueva York en 1973.
El 9 de junio de 2009 fue nombrado vicedecano de la Facultad de Derecho de la Universidad de Chile, en reemplazo de Cristián Maturana, quien había renunciado la semana anterior. El 18 de junio de ese año asumió como decano subrogante de la Facultad de Derecho, tras la renuncia de Roberto Nahum. Estuvo en el cargo hasta el 17 de julio de 2010.

### Ámbito profesional
Fue militante del Partido Demócrata Cristiano de Chile desde la universidad, sin embargo, no tuvo un rol activo en materia política.
Fue consejero del Colegio de Abogados de Chile, en el que se desempeñó como vicepresidente de entre 2003 y mayo de 2007 y durante el gobierno de Eduardo Frei Ruiz-Tagle fue presidente del Directorio de Televisión Nacional de Chile.
Fue abogado de importantes casos judiciales, en los que ha defendido a grandes grupos empresariales y políticos. En el Caso Chispas fue defensor de Endesa Chile; en el Caso Corfo actuó como defensor de Enzo Bertinelli; fue defensor de los sacerdotes José Andrés Aguirre (más conocido como el Cura "Tato") y Fernando Karadima, ambos acusados de pederastia; en el Caso Guzmán fue defensor del Ministerio del Interior y del subsecretario Jorge Burgos; fue defensor de los exdirigentes de la Unidad Popular Clodomiro Almeyda,[cita requerida] Luis Corvalán y José Cademártori durante la Dictadura militar; intervino en el Caso Colonia Dignidad como representante de la comunidad alemana; y fue defensor de funcionarios del Ministerio de Obras Públicas en los casos de sobresueldos.[cita requerida] Desde 2018 tuvo un estudio jurídico enfocado en lo penal que se llamaba Ortiz y Cía.

## Obras
- 2002, Texto y comentario del código penal chileno y leyes complementarias, junto con Sergio Politoff.
- 2013, Las consecuencias jurídicas del delito, junto a Javier Arévalo.